# Zöld Liga

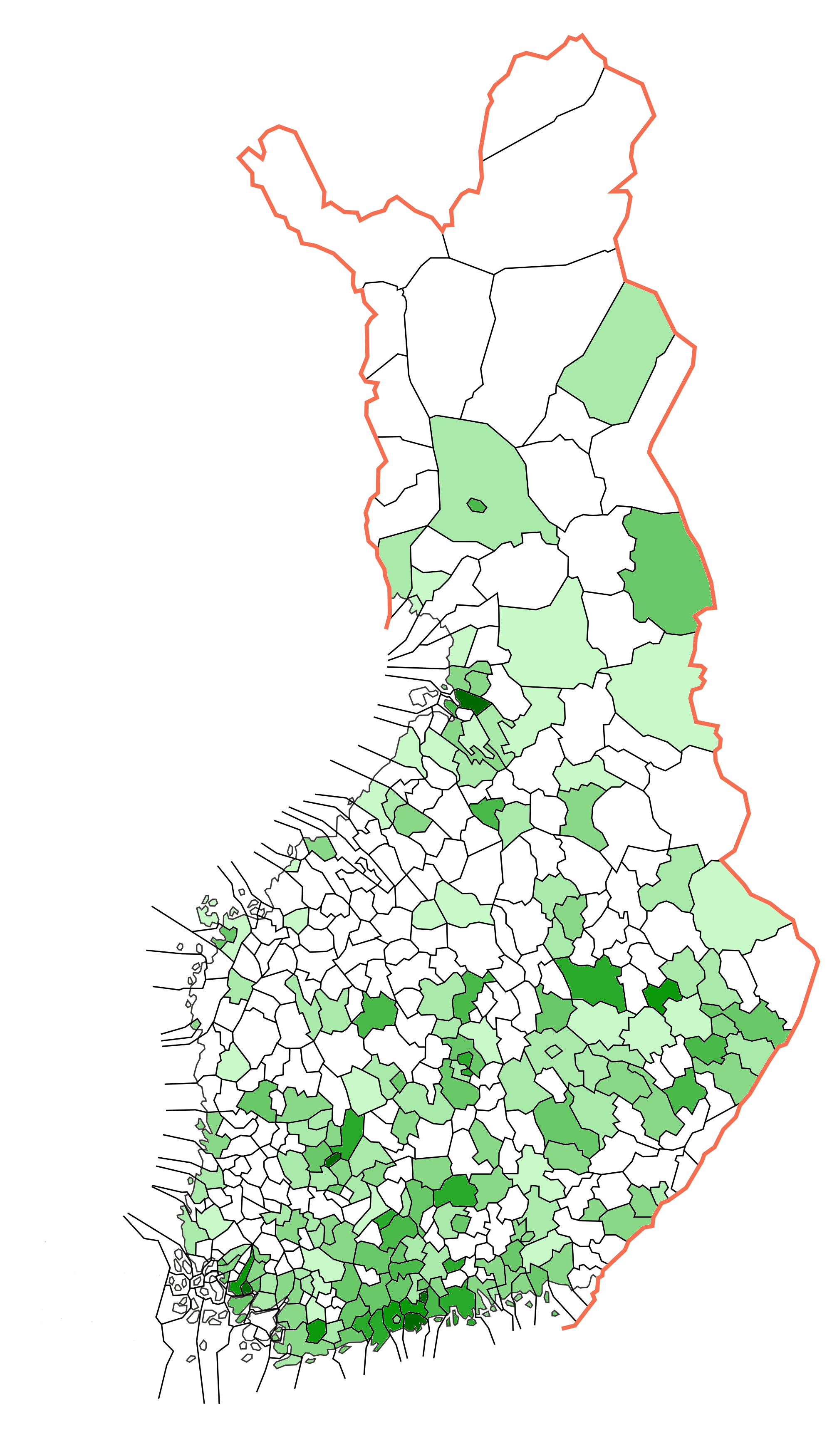

A Zöld Liga (finnül Vihreä liitto, Vihr.; svédül Gröna Förbundet) egy zöld párt Finnországban.
Jelenlegi elnöke Maria Ohisalo. 1987. február 28-án alapították, egy évvel később regisztrálták a pártot. Politikai aktivitásuk már az 1980-as évek elején elkezdődött, amikor környezetvédő aktivisták, feministák és más csoportok.
1995-ben ez volt az első nemzeti szintű zöld párt, mely kormányba került. 1987-ben négy képviselő kapott helyet a parlamentben, 1991-ben ez 10 főre duzzadt. 1994-ben Finnországnak az Európai Unióhoz való csatlakozása ellen volt a zöld párt, utána a parlament baloldalán helyezkedtek el. Az 1995-ös parlamenti választásokon már 9 helyet kaptak a zöld képviselők.
Pekka Haavisto lett az első zöld miniszter Európában. A Zöld Liga a szavazatok 7,3 százalékát szerezte meg. 1999-ben plusz két helyet sikerült megszerezniük. 2002. május 26-án elfogadta a parlament egy új atomerőmű építését. 2003-ban 14, 2007-ben pedig 15 képviselőjük került a parlamentbe.